# ʿAbd al-Salām ibn Mashīsh
 (décembre 2017).
 (août 2024).
Pour les articles homonymes, voir Alami.
ʿAbd al-Salām ibn Mashīsh (en arabe : عبد السلام بن مشيش العلمي ; 1163 - 1228 soit 559-626 de l'hégire) est un saint soufi marocain d'ascendance chérifienne idrisside. Du XIIe au XIIIe siècle, il se retira au Djbel ʿAlam dans la région de Beni Arous, entre Tétouan et Chefchaouen, où est situé actuellement son mausolée.
Chaque année, au début du mois de juillet, les chérifs Alami commencent à célébrer le moussem de ce saint surnommé « le sultan des Jbalas », le protecteur de la vallée.
L'initiateur de Abou Hassan al-Chadhili au soufisme, il est aussi l'auteur de la célèbre prière : Al-ṣalât al-Mashîshiyya.
Selon les traditions et les récits historiques, ʿAbd al-Salām ibn Mashīsh aurait eu plusieurs enfants, mais les informations précises varient en fonction des sources disponibles. L’enfant le plus souvent mentionné dans les écrits est :
1.	Moulay Ali Ben Abdessalam : Le plus connu de ses fils, qui a continué la lignée et joué un rôle essentiel dans la transmission de l’héritage spirituel de son père.
Il est généralement admis que ses descendants ont contribué à la propagation de l’influence spirituelle de la famille Mashishiya, en établissant des confréries ou en jouant des rôles de leadership religieux dans différentes régions du Maroc.
Un second enfant est aussi reconnu mais moins mentionné dans les écrits :
2.	  Sellem ibn ʿAbd al-Salām ibn mashish 1275-1337
Moins connu mais tout aussi important dans sa lignée, qui elle sera conduite vers l’Algérie actuelle, pour influencer le courant sunnite et le soufisme. 
Une partie de sa descendance a été découverte sur la tombe d’un descendant direct de Sellem ibn  ʿAbd al-Salām ibn mashish  son nom tel inscrit est Arkik ibn Belkacem ibn Mouhamed ibn Yahya ibn Belkacem ibn Sellem ibn Abd al-Salām ibn mashish 1500-1562 , sur une autre tombe ressort une autre lignée qui elle est issue d’Arkik  ibn belkacem ibn Mouhamed ibn Yahya  decouverte sur la tombe de Ben Sellem ibn Mohamed ibn Arkik ibn Belkacem ibn Mouhamed 1585-1652 dans une partie de la grande Kabylie. 
Une grande descendance de Sellem ibn Abd al-Salām ibn Mashish pourrait alors être répartie à travers le Maghreb voire dans le monde. 

## Sulayman Al-Huwwât sur Abdeslam Ben Mchich
"Le raisonnable ne se laisse pas entraîner par sa plume, car les mots n'expriment pas toujours ce qui habite les cœurs, d'autant plus que le sujet est glissant, et que ce qui est de l'ordre de la tradition n'appelle pas l'interprétation. Il y a eu parmi ses descendants et ceux de ses frères et oncles un nombre incalculable de savants confirmés qui se sont arrêtés aux limites de ce qui a été rapporté à son sujet, et ils n'ont consigné que ce qui revient à sa généalogie, à sa voie, à ses vestiges au Alam, à sa tombe, aux circonstances de son assassinat, au désaccord sur la date de sa mort, et à ce qui a été rapporté par ceux qui ont fait connaître son disciple, le pôle Abû-l-Hasan al-Shâdili, concernant ses conseils et ses dires. Quant à sa prière authentifiée et connue dans toutes les régions du monde, la beauté de sa rhétorique frise l'inimitable, et tous ceux qui la récitent témoignent de ses effets bienfaisants."

## Étude d’Ibn Mashîsh
Nous connaissons peu de chose sur les enseignements qu’il a suivi, nous ne trouvons que de rares indications éparses dans les notes biographiques.
Al-Lhîouî dans Hisn al-salâm dit : « Quand Moulay Abdeslam est arrivé à l’âge d’apprendre, son père notre seigneur mashîsh le fit entrer dans une école coranique. À l’âge de 12 ans, il a déjà appris le Coran dans sept versions phonétiques auprès –dit-on– du saint vertueux Sidi Salim enterré dans la tribu Bani Yûsuf. On rapporte également que parmi ses maîtres en matière de sciences religieuses, figure le vertueux faqih al-haj Ahmad sit Aqatrân enterré à proximité du village Aburj dans la tribu des Akhmâs, non loin de Bab Taza. Il a reçu de lui les sciences juridiques selon la mudawwana, vulgate de la doctrine malikite ».
Il a eu trois autres maîtres dans l’apprentissage du Coran, son frère al-haj Mûsa al Ridâ, le cheikh Muhammad ibn Ali al-Misbahi et al-Hasan al-Dawâlî enterré à la grande mosquée de Ouezzane. Quant à son initiation spirituelle, elle fut l’œuvre de Abd al-Rahman al-Madanî al-Hassanî surnommé al-Zayyât ou Al 'Attar.

## L'assassinat d'Ibn Mashîsh
C'est pendant la décadence almohade, Ibn Abî al-Taouâjin était le gouverneur du sultan Yahya al-Mutasim, s'est déclaré prophète et a vu en Abdeslam un ennemi et dans son activisme un sérieux obstacle à ses projets. Selon Ibn Zâkûr:"La raison qui a fait d'Ibn Abî al-Taouâjin l'ennemi du pôle est qu'il a imaginé à travers sa sorcellerie et sa fausse prophétie que celui qui le tuerait est un saint. Il pensa donc à Sidi Abdeslam car il n'y avait en son temps et en cette contrée personne qui soit qualifié de saint comme lui, d'autant plus que la distance entre eux était courte...". Il a été assassiné un peu au-dessus de la source où il avait l'habitude de faire ses ablutions.
Le mausolée de Moulay Abdessalam est au Mont Alem.

## Descendance
Abdeslam Ibn Mashîsh a laissé une descendance riche en savoir qui a pu se répandre sur tout le territoire nord-africain, essentiellement : Maroc, Mauritanie, Algérie, Tunisie et Libye. Il s'agit :
1. Moussa, la branche aînée ;
2. Abdalkarim, la branche cadette ;
3. Ahmed ;
4. Mohamed ;
5. Ali ;
6. Raissoun ;
7. Rahmoun.
8. Sellem

## Sources

### Livres et articles
- Ibn Mashish: Maître d'al-Shadili de Zakia Zouanat Editeur: Najah El Jadida, 1998.
- T. Burckhardt, The Prayer of Ibn Mashish (As-Salat al-Mashishiyah), traduction et commentaire du seul texte subsistant d'Abd as-Salam ibn Mashish: la Prière sur le Prophète, Islamic Quarterly, London, 1978, vol. 20-21-22, no3, pp. 68-75